# Nonciature apostolique en Espagne
La nonciature apostolique en Espagne est la représentation diplomatique du Saint-Siège à Madrid auprès de l’Espagne et d’Andorre. Active depuis 1528, le nonce apostolique y résidant dispose de fonctions d’ambassadeur auprès des gouvernements espagnol et andorran.

## Histoire
La nonciature apostolique en Espagne, en tant que nonciature permanente, fut fondée en 1528.
Au cours du XVIIe siècle, les nonces apostoliques en Espagne durent choisir parmi le clergé des États soumis à la domination espagnole, comme le royaume de Naples et le duché de Milan. À cette époque, le nonce détient un grand pouvoir et de grandes responsabilités, deux d’entre-eux obtiennent même le trône papal : Innocent X et Clément IX.
Depuis 1996, le nonce apostolique de Madrid s’occupe des affaires avec Andorre.

## Nonces apostoliques à Madrid
| Nom                                                         | Période              | Cause du départ                                                        | Autre fonction                                    |
| ----------------------------------------------------------- | -------------------- | ---------------------------------------------------------------------- | ------------------------------------------------- |
| XVIe siècle                                                 |                      |                                                                        |                                                   |
| Giovanni Poggio                                             | 1529-1551            | Démission                                                              | Évêque de Tropea (en)                             |
| Leonardo Marini (it)                                        | 1552-1559            | Démission                                                              | Archevêque titulaire de Laodicée-en-Phrygie (de)  |
| Salvatore Pacini                                            | 1559-1560            | Démission                                                              | Évêque de Chiusi (en)                             |
| Ottaviano Raverta (en)                                      | mars 1560            | Démission                                                              | Évêque de Terracina, Priverno et Sezze            |
| Giovanni Campeggi (it)                                      | novembre 1560-1561   | Mutation au Portugal                                                   | Évêque de Bologne                                 |
| Alessandro Crivelli                                         | 1561-1565            | Démission                                                              | Évêque de Cerenzia (it) et Cariati                |
| Giovanni Castagna                                           | 1565-1572            |                                                                        | Archevêque de Rossano                             |
| Nicolò Ormaneto (it)                                        | 1572-1577            |                                                                        | Évêque de Padoue                                  |
| Filippo Sega                                                | 1577-1581            | Démission                                                              | Évêque de Plaisance                               |
| Ludovico Taverna (it)                                       | 1581-1585            |                                                                        | Évêque de Lodi                                    |
| Cesare Speciano (it)                                        | 1585-1588            |                                                                        | Évêque de Novare                                  |
| Annibale de Grassi (en)                                     | 1588-24 juin 1590    | Mort en cours de mandat                                                | Évêque émérite de Faenza                          |
| Muzio Passamonte                                            | Juillet 1590-1591    |                                                                        |                                                   |
| Pietro Millin                                               | 1591-1592            |                                                                        |                                                   |
| Camillo Caetani (it)                                        | 1592-1600            |                                                                        | Patriarche titulaire d'Alexandrie                 |
| XVIIe siècle                                                |                      |                                                                        |                                                   |
| Domenico Ginnasi                                            | 22 février 1600-1605 |                                                                        | Archevêque de Manfredonia                         |
| Giovanni Garzia Millini                                     | 1605-1607            | Démission                                                              | Archevêque titulaire de Colosses (de)             |
| Decio Carafa                                                | 1607-1611            |                                                                        | Archevêque titulaire de Damas (de)                |
| Antonio Caetani                                             | 1611-1618            | Démission                                                              | Archevêque de Capoue                              |
| Francesco de' Salamandri                                    | 1618-1621            |                                                                        | Évêque d'Amelia (de)                              |
| Alessandro di Sangro (en)                                   | 1621-1622            |                                                                        | Archevêque de Bénévent                            |
| Innocenzo Massimo (it)                                      | 1622-1624            |                                                                        | Évêque de Bertinoro (en)                          |
| Giulio Sacchetti                                            | 1624-1626            |                                                                        | Évêque de Gravina (it)                            |
| Giovanni Battista Pamphilj                                  | 1626-1630            |                                                                        | Patriarche latin d'Antioche                       |
| Cesare Monti                                                | 1630-1634            |                                                                        | Patriarche latin d'Antioche                       |
| Lorenzo Campeggi (en)                                       | 1634-1639            |                                                                        | Évêque de Senigallia                              |
| Cesare Facchinetti                                          | 1639-1642            | Démission                                                              | Archevêque titulaire de Damiette (de)             |
| Giovanni Panciroli                                          | 1642-1644            |                                                                        | Patriarche titulaire de Constantinople            |
| Giulio Rospigliosi                                          | 1644-1652            |                                                                        | Archevêque titulaire de Tarse                     |
| Francesco Caetani                                           | 1652-1653            | Démission                                                              |                                                   |
| Camillo Massimi                                             | 1654-1656            | Démission                                                              | Patriarche titulaire de Jérusalem                 |
| Carlo Bonelli                                               | 1656-1664            |                                                                        | Archevêque titulaire de Corinthe                  |
| Vitaliano Visconti                                          | 1664-1668            |                                                                        | Archevêque titulaire d'Éphèse (de)                |
| Frédéric Borromée                                           | 1668-1670            | Démission                                                              | Patriarche titulaire d'Alexandrie                 |
| Galeazzo Marescotti                                         | 1670-1675            |                                                                        | Archevêque titulaire de Corinthe                  |
| Savo Millini                                                | 1675-1685            | Démission                                                              | Archevêque titulaire de Césarée-en-Cappadoce (de) |
| Marcello Durazzo                                            | 1685-1686            |                                                                        | Archevêque titulaire de Chalcédoine (de)          |
| Giuseppe Mosti                                              | 1690-1692            | Mort en cours de mandat                                                | Archevêque titulaire de Nazianze                  |
| Federico Caccia                                             | 1693-1696            | Démission                                                              | Archevêque titulaire de Laodicée-en-Phrygie (de)  |
| Giuseppe Archinto                                           | 1696-1699            | Nommé archevêque de Milan                                              | Archevêque titulaire de Thessalonique (de)        |
| XVIIIe siècle                                               |                      |                                                                        |                                                   |
| Francesco d'Aragona                                         | 1700-1706            |                                                                        | Archevêque titulaire de Larissa-en-Thessalie      |
| Antonfelice Zondadari                                       | 1706-1709            | Expulsé                                                                | Archevêque titulaire de Damas (de)                |
| Giorgio Spinola                                             | 1711-1713            | Mutation en Autriche (en)                                              | Archevêque titulaire de Césarée-en-Cappadoce (de) |
| Interruption des relations diplomatiques entre 1713 et 1717 |                      |                                                                        |                                                   |
| Pompeo Aldrovandi                                           | 1717-1720            |                                                                        | Archevêque titulaire de Néocésarée-du-Pont (de)   |
| Alessandro Aldobrandini                                     | 1720-1730            |                                                                        | Archevêque titulaire de Rhodes (de)               |
| Vincenzo Alemanni (it)                                      | 1730-1735            | Mort en cours de mandat                                                | Archevêque titulaire de Séleucie-en-Isaurie (de)  |
| Pedro Ayala                                                 | 1735-1736            | Démission                                                              | Évêque d'Ávila                                    |
| Silvio Valenti-Gonzaga                                      | 1736-1738            |                                                                        | Archevêque titulaire de Nicée                     |
| Giovanni Barni                                              | 1739-1743            |                                                                        | Archevêque titulaire d'Édesse-en-Osroène          |
| Enrico Enriquez                                             | 1744-1753            |                                                                        | Archevêque titulaire de Nazianze                  |
| Martino Caracciolo (it)                                     | 1753-1754            | Mort en cours de mandat                                                | Archevêque titulaire de Chalcédoine (de)          |
| Girolamo Spinola                                            | 1754-1759            |                                                                        | Archevêque titulaire de Laodicée-en-Phrygie (de)  |
| Lazzaro Pallavicino                                         | 1760-1766            |                                                                        | Archevêque titulaire de Naupacte (de)             |
| Cesare Lucini (it)                                          | 1766-1768            | Mort en cours de mandat                                                | Archevêque titulaire de Nicée                     |
| ?                                                           | 1768-1773            |                                                                        |                                                   |
| Luigi Gonzaga                                               | 1773-1776            |                                                                        | Archevêque titulaire de Césarée-en-Cappadoce (de) |
| Nicola di Stigliano                                         | 1776-1785            |                                                                        | Archevêque titulaire de Sébaste (de)              |
| Ippolito Mareri                                             | 1785-1795            |                                                                        | Archevêque titulaire de Corinthe                  |
| Filippo Casoni                                              | 1795-1802            |                                                                        | Archevêque titulaire de Pergé (de)                |
| XIXe siècle                                                 |                      |                                                                        |                                                   |
| Pietro Gravina                                              | 1803-1816            |                                                                        | Archevêque titulaire de Nicée                     |
| Giacomo Giustiniani                                         | 1817-1826            |                                                                        | Archevêque titulaire de Tyr                       |
| Francesco Tiberi                                            | 1827-1834            |                                                                        | Archevêque titulaire d'Athènes                    |
| Luigi di San Filippo e Sorso                                | 1835                 | Expulsé                                                                | Archevêque titulaire de Nicée                     |
| Interruption des relations diplomatiques entre 1836 et 1847 |                      |                                                                        |                                                   |
| Giovanni Brunelli                                           | 1848-1853            |                                                                        | Archevêque titulaire de Thessalonique (de)        |
| Alessandro Franchi                                          | 1853-1856            |                                                                        | Archevêque titulaire de Thessalonique (de)        |
| Lorenzo Barili                                              | 1857-1868            |                                                                        | Archevêque titulaire de Tyane (de)                |
| Alessandro Franchi                                          | 1868-1869            | Démission                                                              | Archevêque titulaire de Thessalonique (de)        |
| Giovanni Simeoni                                            | 1875                 |                                                                        | Archevêque titulaire de Chalcédoine (de)          |
| Giacomo Cattani                                             | 1877-1879            |                                                                        | Archevêque titulaire d'Ancyre (de)                |
| Angelo Bianchi                                              | 1879-1882            |                                                                        | Archevêque titulaire de Myre (de)                 |
| Mariano del Tindaro                                         | 1882-1887            |                                                                        | Archevêque titulaire d'Héraclée-en-Europe (de)    |
| Angelo Di Pietro                                            | 1887-1893            |                                                                        | Archevêque titulaire de Nazianze                  |
| Serafino Cretoni                                            | 1893-1896            |                                                                        | Archevêque titulaire de Damas (de)                |
| Giuseppe de Bontifè                                         | 1896-1899            |                                                                        | Archevêque titulaire d'Héraclée-en-Europe (de)    |
| XXe siècle                                                  |                      |                                                                        |                                                   |
| Aristide Rinaldini                                          | 1899-1907            |                                                                        | Archevêque titulaire d'Héraclée-en-Europe (de)    |
| Antonio Vico                                                | 1907-1911            |                                                                        | Archevêque titulaire de Philippes (de)            |
| Francesco Ragonesi                                          | 1913-1921            |                                                                        | Archevêque titulaire de Myre (de)                 |
| Federico Tedeschini                                         | 1921-1935            |                                                                        | Archevêque titulaire de Naupacte (de)             |
| Filippo Cortesi                                             | Juin-décembre 1936   | Mutation en Pologne                                                    | Archevêque titulaire de Siraces (de)              |
| Isidro Gomá y Tomás                                         | 1936-1937            |                                                                        | Cardinal                                          |
| Ildebrando Antoniutti                                       | 1937-1938            |                                                                        | Archevêque titulaire de Synnada-en-Phrygie (de)   |
| Gaetano Cicognani                                           | 1938-1953            |                                                                        | Archevêque titulaire d'Ancyre (de)                |
| Ildebrando Antoniutti                                       | 1953-1962            |                                                                        | Archevêque titulaire de Synnada-en-Phrygie (de)   |
| Antonio Riberi                                              | 1962-1967            |                                                                        | Archevêque titulaire de Dara (de)                 |
| Luigi Dadaglio                                              | 1967-1980            | Nommé au dicastère pour le culte divin et la discipline des sacrements | Archevêque titulaire de Lerus (de)                |
| Antonio Innocenti                                           | 1980-1985            |                                                                        | Archevêque titulaire d'Aeclanum (de)              |
| Mario Tagliaferri                                           | 1985-1995            | Mutation en France                                                     | Archevêque titulaire de Formiae (de)              |
| Lajos Kada                                                  | 1995-2000            | Retraite                                                               | Archevêque titulaire de Thibica (de)              |
| XXIe siècle                                                 |                      |                                                                        |                                                   |
| Manuel de Castro                                            | 2000-2009            |                                                                        | Archevêque titulaire de Beneventum (de)           |
| Renzo Fratini                                               | 2009-2019            |                                                                        | Archevêque titulaire de Botriana (de)             |
| Bernardito Auza                                             | 2019-2025            | Mutation auprès de l’UE                                                | Archevêque titulaire de Suacia (de)               |